# Stuck on a Feeling
"Stuck on a Feeling" é uma canção do cantor de estadunidense Prince Royce, lançada em 24 de Novembro de 2014 pela gravadora RCA Records como single para seu quarto álbum de estúdio, que tem lançamento previsto para 2015. A faixa foi escrita pelos seu interpretes, com Sam Martin como compisitor adicional, e recebeu a produção de Jason Evigan. A canção é o primeiro single oficial do cantor em inglês, tendo ainda a participação do rapper estadunidense Snoop Dogg.
O refrão de "Stuck on a Feeling" tem uma melodia semelhante ao single "Dance with Me" do grupo de R&B 112.

## Enredo
Diferente das canções anteriores de Prince Royce, em sua maioria românticas, "Stuck On a Feeling" trás um lado mais quente do artista, ate então desconhecido dos seus fãs. Tendo ainda versos de Snoop Dogg.

## Faixas
| Descarga digital |                                       |         |  |
| N.º              | Título                                | Duração |  |
| 1.               | "Stuck On a Feeling" (com Snoop Dogg) | 3:30    |  |

## Vídeo e musica
O videoclipe de "Stuck On a Feeling" foi lançado em 10 de Dezembro de 2014, no canal do artista na plataforma VEVO. O vídeo começa com Royce entrando em um elavador, no qual as luzes piscam insanamente, intercalando com cenas do artista principal dançando em um estacionamento, dai então Royce para em um andar do prédio a onde tem à mulher dominadora sentada em frente a uma extensa mesa, na qual ela gatinha em direção a Royce, por fim Royce chega a ultimo andar no qual encontra Snoop Dogg rodeado de mulheres.

## Desempenho comercial
O single entrou nas paradas musicais estadunidenses na semana de 27 de Dezembro de 2014, estreando na decima quarta posição na Billboard Bubbling Under Hot 100,  parada na qual o single pulou para a primeira posição na semana seguinte. Na ultima semana de 2014 o single estreou na trigésima nona posição na Billboard Rhythmic Songs, parada na qual o single pulou para a vigésima quinta posição duas semanas depois. Na primeira semana de 2015 estreou nas posição noventa e três e vinte e nove, na Billboard Hot 100 e Mainstream Top 40 respectivamente.

## Remix
Em 1 de fevereiro de 2015 o artista lançou uma versão em espanhol do single, que conta com a participação do cantor colombiano J Balvin.

## Desempenho nas paradas
| Paradas (2014-15)                                 | Melhor posiçao |
| ------------------------------------------------- | -------------- |
| Bélgica (Ultratop 50 de Flandres)                 | 65             |
| Canadá (Canadian Hot 100)                         | 46             |
| Canadá (Billboard CHR/Top 40)                     | 23             |
| Estados Unidos (Billboard Hot 100)                | 43             |
| Estados Unidos (Billboard Dance/Mix Show Airplay) | 28             |
| Estados Unidos (Billboard Digital Song Sales)     | 31             |
| Estados Unidos (Billboard Latin Airplay)          | 14             |
| Estados Unidos (Billboard Latin Pop Airplay)      | 15             |
| Estados Unidos (Billboard Mainstream Top 40)      | 16             |
| Estados Unidos (Billboard Radio Songs)            | 39             |
| Estados Unidos (Billboard Rhythmic)               | 16             |
| Estados Unidos (Billboard Tropical Airplay)       | 38             |